# Абовце
Абовце (слч. Abovce) насељено је мјесто са административним статусом сеоске општине (слч. obec) у округу Римавска Собота, у Банскобистричком крају, Словачка Република.

## Становништво
| Година:    | 1994. | 2004.    | 2014.   | 2024.   |
| ---------- | ----- | -------- | ------- | ------- |
| Број људи: | 563   | 626      | 624     | 612     |
| Разлика:   |       | +11,19 % | -0,31 % | -1,92 % |

| Година:    | 2023. | 2024.   |
| ---------- | ----- | ------- |
| Број људи: | 637   | 612     |
| Разлика:   |       | -3,92 % |

Према подацима о броју становника из 2011. године насеље је имало 600 становника.